# 함석

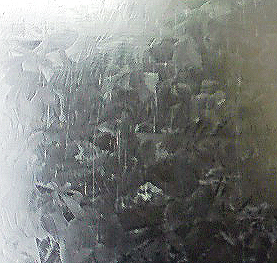
함석 표면의 무늬

함석은 겉에 아연을 입힌 강철판이다. 강철은 공기 중에서 쉽게 녹슬지만 아연을 입히면 희생전극 작용으로 잘 녹슬지 않는다. 지붕을 이거나 홈통 재료 등 건축 재료로 많이 쓰이며, 양동이, 대야를 만드는 데도 쓰인다.

## 같이 보기
- 골함석